# Crooks & Straights
Crooks & Straights su hrvatski country sastav iz Rijeke. Čini ga šest članova i to su Robert Bradičić (električna gitara i vokal), Ana Horvat (vokal), Damir Matković (klavir i vokal), Joško Serdarević (bubnjevi), Mladen Srića (bas i vokal) i Nataša Veljak (violina). Glazbeni pravac što ga sviraju se najbolje može opisati kao kombinacija novotradicionalnog honky-tonka i western swinga. Zvuk im u dobroj mjeri definiraju kratke, ali česte solo dionice gotovo svih instrumenata što je zahvaljujući zavidnim sviračkim sposobnostima većine glazbenika na neki način i zaštitni znak grupe.

## Povijest sastava
Sastav je utemeljen u listopadu 1999. godine. Utemeljili su ga zajednički Damir Matković i Mladen Srića. Damir Matković je svoje početke na lokalnoj glazbenoj sceni imao u instrumentalnoj jazz-rock grupi „Anonymus“ da bi 1986. godine otišao u Njemačku gdje je godinama kao profesionalni glazbenik u raznim grupama svirao po njemačkim klubovima. U posljednjim mjesecima svog boravka u Njemačkoj je prvi put zasvirao i u country sastavu. Bila je to grupa “Rodeo“ iz Apolde.
Mladen Srića je na riječkoj sceni bio najpoznatiji kao basist u pop grupama „Grafiti“ i „VAMP“. Grupa „VAMP“ je čak bila pred potpisivanjem diskografskog ugovora s izdavačkom kućom „Orfej“ iz Zagreba, ali joj je početak Domovinskog rata u Hrvatskoj najprije poremetio, a potom i potpuno prekinuo djelovanje.
„Crooks & Straights“ su uvijek bili šesteročlana grupa. Prva postava je oformljena na taj način da je Damir Matković pozvao da im se pridruže Aleksandra Grmaša na akustičnoj gitari i Joška Serdarevića na bubnjevima, a Mladen Srića je angažirao Sinišu Katalinića na električnoj gitari te Goranu Čehić na violini. Među njima je svakako najpoznatije ime bio Joško Serdarević, član poznatih pop grupa još iz vremena bivše Jugoslavije. U drugoj polovici 70-ih je svirao u grupi „Vrijeme i zemlja“, a u prvoj polovici 80-ih je bio član „Xenie“, jednog od najpopularnijih pop kvarteta iz tog vremena. U trenutku kad su ga pozvali u „Crooks & Straights“, upravo se bio vratio u Hrvatsku nakon deset godina profesionalnog muziciranja u Švicarskoj.
Siniša Katalinić je bio gitarist riječkog rock-sastava „The Stuff“ koji je, premda diskografski aktivan, ipak bio i ostao lokalna grupa. Gorana Čehić je nekoliko godina bila članica tek nešto poznatijeg rockabilly-country sastava „Mississippi Queen“ iz Zagreba. U trenutku kad je dobila poziv pridružiti se „Crooks & Straights“, studirala je violinu na glazbenoj akademiji „Ino Mirković“ u Lovranu.

## Prva faza
Već nakon nekoliko mjeseci rada, prije nego što su po prvi put uopće i uspjeli izaći na pozornicu, grupu je napustio Siniša Katalinić, nezadovoljan time što po njegovom mišljenju pripreme za prvi nastup traju predugo. Međutim, mjesto gitarista u grupi je istog trenutka popunjeno. Umjesto Katalinića, Mladen Srića je pozvao Roberta Bradičića s kojim je krajem 80-ih zajedno svirao u grupi „VAMP“, a koji se upravo vratio iz Španjolske gdje je nekoliko godina bio proveo nastupajući kao profesionalni glazbenik.
Tako je postava Bradičić, Čehić, Grmaš, Matković, Serdarević i Srića bila ta u kojoj su „Crooks & Straights“ imali svoj premijerni nastup u klubu „River Pub“ u Rijeci, polovicom siječnja 2001. godine.
U početku su „Crooks & Straights“ gradili repertoar tako da su najvećim dijelom skidali pjesme američkih izvođača i tek povremeno obradili poneki standard na svoj vlastiti način. No, unatoč tome su počeli nastupati ne samo u Hrvatskoj, već i u inozemstvu i to za početak u Italiji i Sloveniji. 

## Druga faza i diskografski počeci
Nakon određenog broja nastupa u Hrvatskoj i inozemstvu, grupa je debitirala s prvom snimkom na međunarodnoj sceni, na CD-u “International Country Music Sampler”, u listopadu 2002. godine, u izdanju neovisne diskografske kuće Comstock Records iz Fountain Hillsa, Arizona, SAD. U pitanju je bila vlastita obrada standarda Melvina Endsleya „Singing the Blues“. Time je postala prvi izvođač iz Hrvatske čiji materijal izdaje, promovira i distribuira jedna američka diskografska kuća. Zahvaljujući tom izdanju, po prvi put su i slušatelji mnogih europskih radio postaja, prvenstveno u emisijama posvećenim country glazbi, bili u prilici čuti kako se country, jedan prvenstveno američki tip glazbe, svira na Mediteranu.
Pojavljivanje na jednoj međunarodnoj kompilaciji ovog tipa te zanimanje koje je ono izazvalo je članovima grupe jasno dalo do znanja da je došlo vrijeme snimiti i prvi samostalni album. Tako su tijekom 2002. i u prvoj polovici 2003. godine odabrali i snimili materijal koji se trebao naći na njihovom prvom izdanju. Rad na albumu je neizbježno označio i pomak k autorskim pjesmama pa se među snimljenim materijalom već nalaze i četiri vlastite kompozicije. Ostatak čine obrade američkih standarda, uključujući i već spomenuti „Singing the Blues“ kojim su se i predstavili europskoj publici.
Međutim, izdavanje prvog albuma je, ne potpuno neočekivano, zapelo jer je Aleksandar Grmaš krajem 2003. godine odlučio napustiti grupu te potpuno prestati baviti se glazbom. Kako je grupa u studenom već imala ugovorenu turneju po Njemačkoj, došlo se do kompromisnog dogovora po kojem je Grmaš pristao odsvirati te njemačke koncerte i onda otići.
Radu nije išla u prilog ni činjenica da je u međuvremenu Gorana Čehić diplomirala na akademiji, udala se za svog talijanskog dečka te se preselila u Italiju. Na njeno inzistiranje je i dalje ostala članica grupe, dolazeći na sve koncerte i važne probe.
U to vrijeme su „Crooks & Straights“ pri gotovo svakom pojavljivanju u Hrvatskoj još uvijek bili predmet usporedbe s „Plavom Travom Zaborava“, drugim hrvatskim country sastavom, premda su podžanrovski imali vrlo malo zajedničkog sa svojim tada još daleko poznatijim kolegama iz Zagreba. 

## Najveći međunarodni uspjeh i izdavanje prvog albuma
Početkom 2004. godine su „Crooks & Straights“ odlučili da im je prioritet naći zamjenu za Aleksandra Grmaša i dovesti grupu što prije na razinu uigranosti na koncertnim nastupima kakvu su imali i prije njegova odlaska. Izdavanje albuma je stoga trebalo još neko vrijeme pričekati.
Zamjena je pronađena u Sandri Mladenić koja u to vrijeme bila jedna od samo dvoje glazbenika u Hrvatskoj koji su svirali pedal steel gitaru. Doduše, dobro se snalazila i na akustičnoj ritam gitari, ali je njenim dolaskom u grupu zvuk postao još tradicionalniji jer se aranžmanski nastojalo što bolje iskoristiti činjenicu da je sad u grupi postojao jedan instrument što ga je dosta rijetko naći izvan country glazbe.
"Crooks & Straights” su svoj najveći dosadašnji uspjeh postigli na 23. europskom natjecanju country glazbe, “Picnic Country – Europa Contest”, održanom u Mrągowu u Poljskoj od 23. do 25. srpnja 2004. godine. U pitanju je festival koji je imao dugu tradiciju još iz komunističkih vremena, a kad je pala željezna zavjesa, postepeno je prerastao u svojevrsnu Euroviziju country glazbe. „Crooks & Straights“ su po prijavi dobili i službeni poziv da kao predstavnici Hrvatske nastupe u natjecateljskom dijelu programa. Propozicije natjecanja su određivale da zadnje dvije pjesme polusatnog nastupa ulaze u konkurenciju kod ocjenjivačkog žirija. Pri tom se zahtijevalo da jedna pjesma bude vlastita obrada nekog američkog standarda, a druga autorski rad. Izbor za obradu je bio lagan. „Singing the Blues“ je već pokazao da ga europska publika dobro prihvaća pa nije bilo potrebe tražiti dalje. Kao autorska stvar je, pomalo iznenađujuće, odabrana „When I Called You Mine“, kompozicija snimljena dosta vremena nakon što je već bio završen budući prvi album i nije bila u planovima da se eventualno doda već postojećem materijalu.
Epilog svega je bilo to da su „Crooks & Straights“ u konkurenciji country grupa iz čitave Europe osvojili su prvo mjesto te tako, službeno ili neslužbeno, postali najbolji europski country sastav za sezonu 2004./05. Taj im je uspjeh dodatno otvorio vrata europske country scene i počeli su stizati pozivi iz raznih zemalja za nastupe, uglavnom na velikim country festivalima kakvih u Europi ima priličan broj. Isto tako, i u Hrvatskoj im je ovaj uspjeh omogućio da napokon izađu iz sjene "Plave Trave Zaborava" te u očima prosječnog glazbenog slušatelja počnu stvarati vlastiti identitet.
A onda je konačno došlo vrijeme izdati i album. Nakon pregovora s tri diskografske kuće, odlučili su se za Dancing Bear Records, diskografsku kuću iz Zagreba, uz preporuku jednog od najboljih europskih finger-picking gitarista, Damira Halilića Hala koji i sam izdaje albume za istu kuću. Album je izašao u lipnju 2005. godine pod naslovom „So Little Left To Say“. 

## Izdavanje drugog albuma
Neposredno prije nastupa u Poljskoj, Gorana Čehić je objavila da je u drugom stanju i trebalo je još jednom tražiti zamjenu. Joško Serdarević je pronašao Natašu Veljak, sedamnaestogodišnju violinisticu iz jedne od najpoznatijih riječkih glazbenih obitelji. Gorana Čehić je i dalje inzistirala na tome da će ostati u grupi pa je Nataša Veljak angažirana samo kao privremena zamjena, dok se Gorana ne vrati.
U početku je zamišljeni plan funkcionirao. Gorana Čehić se nakon godinu dana vratila i ponovo počela iz Italije dolaziti na nastupe i poneku probu. Uskoro je počelo i snimanje pjesama za novi album i tu je započeti trend pisanja vlastitih pjesama otišao još korak dalje. Sad su autorske kompozicije po prvi put činile više od pola snimljenog materijala. Međutim, krajem 2006. godine je Gorana Čehić, najvećim dijelom iz obiteljskih razloga bila prisiljena napustiti grupu.
Članovi grupe su još jednom pozvali Natašu Veljak da im se pridruži, ovaj put za stalno, ona je to prihvatila i od početka 2007. godine ima status punopravnog člana grupe.
Njen povratak u grupu je uslijedio upravo u trenutku kad je trebalo snimati violinske dionice na materijalu za drugi album tako da je ona, praktično preko noći, u potpunosti preuzela čitav violinski dio. Naravno, to ne bi bilo moguće da prethodno, preko godinu dana, nije bila nastupala s ostatkom grupe.
Na albumu se po prvi put pojavljuje i određen broj gostiju, mnogi od njih glazbenici koji su tu po prvi put imali neposredan dodir s country glazbom. Najpoznatija imena su Damir Halilić Hal na akustičnoj gitari, Meri Trošelj, poznata riječka pjevačica, Ivona Maričić, članica riječkog ženskog pop kvarteta „E.N.I.“ te Alba Nacinovich kao solo vokali te Tomi Grašo, sjajni hrvatsko-australski glazbenik na pedal steel gitari.
Drugi album je izašao u svibnju 2007. godine, također u izdanju „Dancing Bear Records“, pod naslovom „Just One Thing“. Na njemu se konačno našla i pobjednica iz Poljske 2004. godine, “When I Called You Mine”. To je ujedno i jedina stvar na albumu na kojoj još uvijek sviraju Gorana Čehić i Aleksandar Grmaš.

## Sadašnja postava i izdavanje trećeg albuma
Grupa je godinama uspješno nastupala u Hrvatskoj i inozemstvu tako da ju je u listopadu 2013. godine američki Internet portal „Saving Country Music“, posvećen očuvanju tradicionalne country glazbe, svrstao među 10 cool europskih country grupa. Međutim, s vremenom su se među članovima ipak počele pojavljivati razlike u pogledu glazbene orijentacije. Sandra Mladenić je zagovarala komercijalizaciju zvuka i dio repertoara na hrvatskom jeziku. Kako ostatak grupe na to nije pristao, u listopadu 2013. godine je napustila grupu. Umjesto nje se grupi priključila Ana Horvat koja je godinu prije osvojila nagradu za najbolju debitanticu na MIK festivalu. 
Ana Horvat je preuzela ulogu glavne pjevačice jer su preostali članovi zaključili da u grupi već postoji dovoljno instrumentalista i da će grupa najviše profitirati upravo ako se pojača na vokalnom planu.
Nakon što je riješeno pitanje buduće glazbene orijentacije, nakon pauze od sedam godina „Crooks & Straights“ su konačno počeli sa snimanjem novog albuma. Sukladno praksi započetoj na prethodnom izdanju, i ovaj put se snimanju kao gosti priključuju neki glazbenici izvan same grupe. Na trećem albumu su to pop pjevač Damir Kedžo, već stalni suradnik Tomi Grašo iz Sydneya na pedal steel gitari te opatijski jazz klavijaturist Zvjezdan Ružić.
Zaključivši, međutim, kako od „Dancing Bear Records“ u prošlosti nisu imali prevelike koristi i kako ih diskografska kuća nije tretirala na način na koji su oni to željeli, te u svjetlu digitalizacije glazbene industrije, „Crooks & Straights“ su odlučili izdati treći album u vlastitom izdanju. Taj je album izašao u lipnju 2015. godine pod naslovom „Way out of Town“.
Od dolaska Ane Horvat u „Crooks & Straights“, sastav grupe se više nije mijenjao i ona u istoj postavi i danas nastupa u Hrvatskoj i inozemstvu.

## Diskografija
"Crooks & Straights" su dosad objavili tri albuma 
- lipanj 2005., "So Little Left To Say", izdavač "Dancing Bear" iz Zagreba
- svibanj 2007., "Just One Thing", izdavač "Dancing Bear" iz Zagreba
- lipanj 2015., "Way out of Town", izdavač "Crooks & Straights"

## Vanjske poveznice
- Crooks & Straights
- Saving Country Music